# Pleiocarpa picralimoides
Pleiocarpa picralimoides là một loài thực vật có hoa trong họ La bố ma. Loài này được (Pichon) Omino miêu tả khoa học đầu tiên năm 1996.